# Liste der Geotope im Landkreis Neustadt an der Waldnaab
Diese Liste enthält die Geotope des Oberpfälzer Landkreises Neustadt an der Waldnaab in Bayern.
Die Liste enthält die amtlichen Bezeichnungen für Namen und Nummern des Bayerischen Landesamt für Umwelt (LfU) sowie deren geographische Lage. Diese Liste ist möglicherweise unvollständig. Im Geotopkataster Bayern sind etwa 3.400 Geotope (Stand März 2020) erfasst. Das LfU sieht einige Geotope nicht für die Veröffentlichung im Internet geeignet. Einige Objekte sind zum Beispiel nicht gefahrlos zugänglich oder dürfen aus anderen Gründen nur eingeschränkt betreten werden.
| Name                                                    | Bild           | Geotop ID | Gemeinde / Lage             | Geologische Raumeinheit         | Beschreibung | Fläche m² / Ausdehnung m | Geologie                                                              | Aufschlussart                  | Wert               | Schutzstatus                                             | Bemerkung                       |
| ------------------------------------------------------- | -------------- | --------- | --------------------------- | ------------------------------- | --- | ------------------------ | --------------------------------------------------------------------- | ------------------------------ | ------------------ | -------------------------------------------------------- | ------------------------------- |
| Aufschluss am Schlossberg bei Weihersberg               |                | 374A004   | Trabitz Position            | Oberpfälzer Grundgebirgsvorland | Aufgeschlossen sind hier Arkosen (Sandsteine mit Quarz und Feldspat) mit gut ausgebildeter Schräg- und Kreuzschichtung sowie tonige Zwischenlagen. Besonders auffällig ist ein Horizont mit aufgearbeiteten dunkelroten Tonsteinscherben (Resedimentation). Obwohl die Sandsteinwand ziemlich zugewachsen ist, bestehen stellenweise noch sehr gute Aufschlussverhältnisse, die verschiedene Sedimentstrukturen zeigen. | 100 10 × 10              | Typ: Gesteinsart, Sedimentstrukturen Art: Sandstein                   | Hanganriss/Felswand            | bedeutend          | Naturdenkmal, Landschaftsschutzgebiet, Naturpark         |                                 |
| Ehemalige Grube Wilma N von Wendersreuth                |                | 374A005   | Kirchendemenreuth Position  | Nördlicher Oberpfälzer Wald     | Das Abbaugelände ist zu einem großen Teil mit Wasser gefüllt, so dass die Aufschlüsse an den Uferwänden fast unzugänglich sind. Die Abraumhalden des ehemaligen Tagebaus auf Meta-Pegmatit sind zugewachsen. Nur noch einzelne granat- und muskovitreiche Lesesteine zeigen das Gestein. | 6375 85 × 75             | Typ: Gesteinsart Art: Pegmatit                                        | sonstiger Aufschluss           | bedeutend          | Landschaftsschutzgebiet, Naturpark                       |                                 |
| Ehemaliger Steinbruch S von Rotzenmühle                 |                | 374A006   | Püchersreuth Position       | Nördlicher Oberpfälzer Wald     | Abgebaut wurden hier dunkle, mittelkörnige biotitreiche Redwitzite. Die Sohle des ehemaligen Steinbruches ist mit Wasser gefüllt. In der Umgebung sind gebrochene Blöcke, z. T. auch Halden zu finden. | 5000 100 × 50            | Typ: Gesteinsart Art: Diorit                                          | Steinbruch                     | bedeutend          | Landschaftsschutzgebiet, Naturpark                       |                                 |
| Ehem. Steinbruch am Brückelranken NE von Flossenbürg    |                | 374A007   | Flossenbürg Position        | Nördlicher Oberpfälzer Wald     | Der ehemalige Steinbruch zeigt die Merkmale des Flossenbürger Granits. In der Nähe liegen natürliche Felspartien, die als Naturdenkmal geschützt sind. Am südlichen Steilabfall liegt ein Blockstrom, die Granite weisen Wollsackverwitterung auf. | 450 30 × 15              | Typ: Gesteinsart Art: Granit                                          | Steinbruch                     | bedeutend          | Landschaftsschutzgebiet, Naturpark                       |                                 |
| Steinbruch am Wurmstein N von Flossenbürg               |                | 374A008   | Flossenbürg Position        | Nördlicher Oberpfälzer Wald     | In dem großen Steinbruch wird blaugrauer, mittel- bis grobkörniger Zweiglimmergranit gewonnen. Klüftung und Bankung sind in dem Granit so ausgebildet, dass große Blöcke gewonnen werden können. Im Steinbruch am Wurmstein mussten in den 1930er- und 40er-Jahren Häftlinge des KZ Flossenbürg Granit abbauen, der bei nationalsozialistischen Prestigeprojekten (z. B. Reichsparteitagsgelände Nürnberg) eingesetzt wurde. Eine Wand an der südwestlichen Begrenzung des Steinbruchs wurde seither unberührt gelassen. Am oberen Ende dieser Häftlingswand gewährt heute eine Aussichtsplattform einen Einblick in den aktiven Steinbruch. Schautafeln informieren hier über die frühere Zwangsarbeit. Die Aussichtsplattform (Lage des Geotop-Punktes) ist vom Parkplatz am Schlossberg über den Wurmsteinweg erreichbar. Der aktive Teil des Steinbruchs ist vom Parkplatz über die Rumpelbachstraße erreichbar. Diese durchquert als markierter Wanderweg den Steinbruch. Bitte Wege nicht verlassen und ggf. Warnhinweise beachten! | 12000 200 × 60           | Typ: Gesteinsart, Mineralien Art: Granit                              | Steinbruch                     | wertvoll           | Naturpark                                                |                                 |
| Schlossberg Flossenbürg                                 | weitere Bilder | 374A009   | Flossenbürg Position        | Nördlicher Oberpfälzer Wald     | Die berühmte Burgruine Flossenbürg ist auf einer Felskuppe aus Granit angelegt. Am Fuß befinden sich stillgelegte Abbaue im Flossenbürger Granit, die im Sohlenbereich mit Wasser gefüllt sind. Der mittel- bis grobkörnige Zweiglimmergranit zeigt ausgeprägt zwiebelschalige Absonderungen (Trennflächengefüge – sichtbar vor allem von der NW-Seite). Die Ruine ist über einen gut ausgebauten Fußweg vom Ort erreichbar. Sehr guter Aussichtspunkt. | 160000 400 × 400         | Typ: Typlokalität, Wollsackbildung, Härtling, Felskuppe Art: Granit   | Hanganriss/Felswand            | besonders wertvoll | Naturschutzgebiet, Naturpark                             | Bayerns schönste Geotope Nr. 73 |
| Ehemaliger Steinbruch SW von Theisseil                  | weitere Bilder | 374A010   | Theisseil Position          | Nördlicher Oberpfälzer Wald     | In dem Steinbruch ist permischer Quarzporphyr aufgeschlossen. Obwohl der Steinbruch fast zugewachsen ist, ist eine Wand gut zugänglich. Dort und in Lesesteinen ist die porphyrische Struktur mit mm-großen Quarz- und Feldspatkristallen in einer feinkörnigen hell gelblich bis rötlichen Grundmasse gut zu erkennen. Am Parkplatz (von dort Zugang zum Steinbruch) sind ebenfalls große Quarzporphyrblöcke zu finden. Der Quarzporphyr hier gehört zu einem Gangschwarm, der die Gneise durchschlägt. | 30000 300 × 100          | Typ: Gesteinsart Art: Rhyolith                                        | Steinbruch                     | wertvoll           | Landschaftsschutzgebiet, Naturpark                       |                                 |
| Schlossberg in Waldau                                   | weitere Bilder | 374A012   | Vohenstrauß Position        | Nördlicher Oberpfälzer Wald     | Das Schloss Waldau ist auf Serpentinitfelsen errichtet. Der Bronzit führende Härtlingsrücken ist nur an wenigen Stellen um die Burg herum aufgeschlossen. Die Aufschlüsse sind weitgehend zugewachsen. | 6 3 × 2                  | Typ: Gesteinsart, Härtling Art: Serpentinit                           | Hanganriss/Felswand            | bedeutend          | Naturdenkmal, Naturpark                                  |                                 |
| Ehemaliger Steinbruch W von Waldau                      |                | 374A013   | Vohenstrauß Position        | Nördlicher Oberpfälzer Wald     | In dem inzwischen aufgelassenen Steinbruch wurden helle, grobkörnige Granite des Leuchtenberger Granitmassivs abgebaut. Die Granite weisen eine ausgezeichnete Klüftung und Bankung auf. Obwohl Teile des Steinbruchs heute von einem See eingenommen werden, kann durch die vielen auf Halde aufgeschütteten großen Granitblöcke das Gestein gut betrachtet werden. | 1000 50 × 20             | Typ: Gesteinsart Art: Granit                                          | Steinbruch                     | wertvoll           | Landschaftsschutzgebiet, Naturpark                       |                                 |
| Kreuzberg in Pleystein                                  | weitere Bilder | 374A015   | Pleystein Position          | Nördlicher Oberpfälzer Wald     | Der Kreuzberg Pleystein, ein 30 m hoher Quarzfelsstock, ist der Quarzkern eines Pegmatits. Die zentrale Quarzmasse wird von Aplit umlagert, der viele Phosphatmineralien führt. Durch einen Felssturz in den 1970er Jahren trat unverwittertes Material mit einem Kristallkeller zutage. Pegmatite sind Gesteine, die sich durch ihre groß- bis riesenkörnigen Kristalle auszeichnen. Sie entstehen aus Resten magmatischer Schmelzen, die viel Wasser und meist hohe Konzentrationen seltener Elemente enthalten. | 28000 200 × 140          | Typ: Mineralien, Härtling, Gesteinsart Art: Pegmatit                  | Felshang/Felskuppe             | besonders wertvoll | Naturdenkmal, Naturpark                                  | Bayerns schönste Geotope Nr. 36 |
| Leo-Maduschka-Felsen im Zottbachtal NW von Hagenmühle   |                | 374A017   | Pleystein Position          | Nördlicher Oberpfälzer Wald     | Der Leo-Maduschka-Felsen ist eine markante Felsgruppe aus Gneis am Rand des Zottbachtales, an der die typischen knittergefältelten Gneisstrukturen mit den eingelagerten Quarzknauern aufgeschlossen sind. Der Felsen ist nach einem ehemaligen Bürgermeister von Pleystein benannt, der der Onkel des gleichnamigen bekannten Bergsteigers und Wissenschaftlers Dr. Leo Maduschka war. | 2500 50 × 50             | Typ: Gesteinsart, Felswand/-hang Art: Gneis                           | Hanganriss/Felswand            | bedeutend          | Landschaftsschutzgebiet, Naturpark                       |                                 |
| Felsgruppe Gsteinach NW von Pleystein                   |                | 374A018   | Pleystein Position          | Nördlicher Oberpfälzer Wald     | Die Felsgruppe Gsteinach ist ein Felsensemble aus Gneis mit Kalksilikatfelseinlagerungen. Die ehemals stark zugewachsenen Felsen sind derzeit (Stand 2005) von Bäumen weitgehend freigestellt und gut erreichbar. | 60 10 × 6                | Typ: Gesteinsart Art: Biotit, Gneis                                   | Hanganriss/Felswand            | bedeutend          | Naturdenkmal, Naturpark                                  |                                 |
| Großer Stein am Vorderberg N von Miesbrunn              |                | 374A019   | Pleystein Position          | Nördlicher Oberpfälzer Wald     | Der 10 m hohe, steil aufragende Gneisfelsen stellt den letzten freigelegten Überrest des Gneisdaches über dem südlichsten Aufbruch des Flossenbürger Granits dar. Es handelt sich um einen intensiv verfalteten Gneis, der z. T. von grobkörnigen Aplitgängen durchzogen wird. Am Fuß des Felsens wird ein scharf gezeichneter Kontakt zum pegmatischen Salband des unterlagernden mittelkörnigen Granits der Randfazies des Flossenbürger Granits sichtbar. Der Aufschluss ist stark zugewachsen. | 90 15 × 6                | Typ: Kontakt, Mineralien, Gesteinsart Art: Gneis, Granit              | Hanganriss/Felswand            | wertvoll           | Naturdenkmal, Landschaftsschutzgebiet, Naturpark         |                                 |
| Ehemaliger Quarzabbau W von Riedlhof                    |                | 374A020   | Eslarn Position             | Hinterer Oberpfälzer Wald       | Westlich von Riedlhof zieht mit NW-SO-Sterichrichtung ein mächtiger Quarzgang entlang. Solche als Nebenpfähle bezeichnete Gänge aus milchig-trübem, meist tektonisch stark beanspruchten und zertrümmerten Quarzen treten in der Region öfter auf und markieren Scherungszonen. Der Quarz wurde hier abgebaut: verstürzte Gruben im Wald zeigen das ehemalige Abbauareal. Am Waldrand finden sich mehrere Quarzblöcke, an denen das Gestein gut einzusehen ist. | 36 6 × 6                 | Typ: Gesteinsart Art: Gangquarz                                       | Steinbruch                     | bedeutend          | Landschaftsschutzgebiet, Naturpark                       |                                 |
| Aufschlüsse an der Kainzmühlsperre ENE von Kleßberg     |                | 374A022   | Leuchtenberg Position       | Naabgebirge                     | An der Treppe zur Staumauer sowie am Weg um den Stausee sind sogenannte Fibrolithfleckengneise (= Sillimanitfleckengneis) aufgeschlossen. Die hellgefärbten Gneise enthalten sporadisch zentimetergroße mandelförmige Sillimanit (= Fibrolith)-Knoten. Des Weiteren treten Cordierit-Sillimanit-Gneise auf, die in der Regel einen deutlichen Lagenbau zeigen. Das Gestein ist in den Aufschlüssen allerdings wegen des starken Bewuches meist nicht gut zu sehen. | 2500 50 × 50             | Typ: Gesteinsart Art: Gneis                                           | Hanganriss/Felswand            | bedeutend          | Landschaftsschutzgebiet, Naturpark                       |                                 |
| Ehemaliger Steinbruch W von Leuchtenberg                |                | 374A023   | Leuchtenberg Position       | Nördlicher Oberpfälzer Wald     | In dem ehemaligen Steinbruch ist eine klein- bis mittelkörnige Randfazies des Leuchtenberger Granitmassivs aufgeschlossen. Hauptgemengteile eines Granits sind die Minerale Quarz, Feldspat und Glimmer. Petrographische Untersuchungen zeigten, dass der Granit hier auch Granat, gelegentlich Sillimanit sowie weitere Begleitminerale enthält. Offenbar wurde hier bei Entstehung des Granitstocks Nebengestein aufgeschmolzen und in die Schmelze integriert. Der Aufschluss ist inzwischen stark zugewachsen. | 1200 20 × 60             | Typ: Gesteinsart, Mineralien Art: Granit                              | Steinbruch                     | bedeutend          | Landschaftsschutzgebiet, Naturpark                       |                                 |
| Felsblock bei Steinach                                  |                | 374A024   | Leuchtenberg Position       | Nördlicher Oberpfälzer Wald     | Am Ortseingang von Steinach findet man einen Felsblock, der zu der Gruppe der Cordiert-Sillimanit-Andalusit-Hornfelse gehört. Es ist Rest eines hier ehemals weiter verbreiteten Gesteins, das zu Schotter abgebaut wurde. Der Gneishornfels stammt aus der innersten Zone des Kontakthofes der Gneise mit dem Leuchtenberger Granit. Durch en Kontakt mit der Silikatschmelze des Granitplutons wurde der Gneis deutlich umgewandelt – unter anderem wuchsen rote Granate, die mit bloßem Auge zu erkennen sind. | 4 2 × 2                  | Typ: Gesteinsart Art: Amphibolit, Hornfels                            | Block                          | bedeutend          | Naturpark                                                |                                 |
| Franzosenfelsen SE von Döllnitz                         |                | 374A025   | Leuchtenberg Position       | Naabgebirge                     | Der steile Hang am Pfreimdufer ist von mehreren Felsfreistellungen durchsetzt. Aufgeschlossen sind moldanubische Gneise mit teilweise dicken Quarzknauern oder Quarzlagen. | 500 100 × 5              | Typ: Gesteinsart, Felswand/-hang Art: Gneis                           | Hanganriss/Felswand            | bedeutend          | Naturdenkmal, Landschaftsschutzgebiet, Naturpark         |                                 |
| Felsen Räuberhöhle NW von Linglmühle                    |                | 374A026   | Vohenstrauß Position        | Naabgebirge                     | Der moldanubische Gneis besitzt dicke Quarzknauern und -lagen. Der Name Räuberhöhle stammt von einer durch Klüftung und Ausbruch entstandenen kleinen Höhle. Der Hohlraum zieht sich tatsächlich ein Stück unter den Felsen hinein. | 1000 50 × 20             | Typ: Gesteinsart, Felswand/-hang, Kluft-/Tektonische Höhle Art: Gneis | Hanganriss/Felswand            | bedeutend          | Naturdenkmal, Landschaftsschutzgebiet, Naturpark         |                                 |
| Ehemaliger Steinbruch NW von Leuchtenberg               |                | 374A027   | Leuchtenberg Position       | Nördlicher Oberpfälzer Wald     | In dem ehemaligen Steinbruch ist grobkörniger Leuchtenberger Granit aufgeschlossen. Der einsprenglingsarme Zweiglimmergranit enthält bis 1 mm große Granate. Da der Steinbruch heute von Wasser erfüllt ist, ist die Aufschlusswand nicht mehr zugänglich. | 1500 50 × 30             | Typ: Gesteinsart Art: Granit                                          | Steinbruch                     | wertvoll           | Landschaftsschutzgebiet, Naturpark                       |                                 |
| Straßenböschung NE von Unterschleif                     |                | 374A030   | Vohenstrauß Position        | Nördlicher Oberpfälzer Wald     | An der Straße zwischen Roggenstein und Kaimling ist an der Böschung direkt gegenüber der Straßeneinmündung von Unterschleif Amphibolit aufgeschlossen. | 125 25 × 5               | Typ: Gesteinsart Art: Amphibolit                                      | Böschung                       | bedeutend          | Landschaftsschutzgebiet, Naturpark                       |                                 |
| Sandgrube N von Pirkerziegelhütte                       |                | 374A032   | Pirk Position               | Oberpfälzer Grundgebirgsvorland | In der ehemaligen Sandgrube sind Sande der Rotliegend-Sedimente (Perm) mit Sedimentstrukturen aufgeschlossen. Obwohl die Sedimente im Landkreis weiter verbreitet sind und früher auch in einigen Gruben abgebaut wurden (in der Umgebung gibt es mehrere aufgelassene Gruben), gibt es so gut wie keine dauerhaften Aufschlüsse. Daher ist dieser Aufschluss, obwohl weitgehend verwachsen und verstürzt, ein wichtiges Geotop, da er trotzdem noch einen Einblick in das Gestein erlaubt. | 1500 50 × 30             | Typ: Gesteinsart, Sedimentstrukturen Art: Sandstein                   | Kiesgrube/Sandgrube            | wertvoll           | Landschaftsschutzgebiet, Naturpark                       |                                 |
| Ehemaliger Steinbruch bei Oberschleif                   |                | 374A033   | Vohenstrauß Position        | Nördlicher Oberpfälzer Wald     | Im ehemaligen Steinbruch ist Leuchtenberger Granit mit einem schmalen Aplitgang aufgeschlossen. Der Leuchtenberger Granit ist hier als typischer Kristallgranit ausgebildet. In der gleichkörnigen Granitgrundmasse (mittel-grobkörnig) schwimmen große einzelne Kalifeldspatkristalle, die sich im Anschnitt als weißliche Finger abzeichnen. Man spricht bei solchem Granit von porphyrischer Ausbildung. | 200 20 × 10              | Typ: Gesteinsart Art: Granit                                          | Steinbruch                     | wertvoll           | Landschaftsschutzgebiet, Naturpark                       |                                 |
| Ehem. Corneliaschacht (Pegmatit Hagendorf-Süd)          |                | 374A034   | Waidhaus Position           | Nördlicher Oberpfälzer Wald     | Die Grube des ehemaligen Feldspat- und Pegmatitabbaus ist heute geflutet und nicht mehr zugänglich. Es gibt keine Aufschlüsse mehr. Das heutige Vogelschutzbiotop gehört dem Bund Naturschutz. Der Phosphatpegmatit von Hagendorf-Süd wurde 1894 entdeckt und seitdem bis zur Stilllegung 1983 abgebaut. Hagendorf ist (war) eine weltberühmte Mineralfundstelle und für mehr als 10 Minerale Typlokalität. Allerdings sind viele der dort auftretenden Minerale nur mikroskopisch nachgewiesen. | 40000 200 × 200          | Typ: Typlokalität, Mineralien, Steinbruch/Grube Art: Pegmatit         | Steinbruch                     | wertvoll           | Naturpark                                                |                                 |
| Straßenaufschluss ENE Döllnitz                          |                | 374A036   | Pressath Position           | Oberpfälzer Grundgebirgsvorland | An der nördlichen Straßenböschung sind auf etwa 40 m Länge Keupersedimente angeschnitten. Aufgeschlossen ist ein kleiner Ausschnitt aus dem Blasensandstein mit Lettenlagen: über einem meist tief dunkelrot gefärbten Ton- und Schluffsteinhorizont folgt eine helle Bank aus schwach gebundenem Arkosesand (gerundete Quarzkörner, aber auch Feldspatkörner (teils kaolinisiert) und Gesteinsbruchstücke) mit rasch wechselnder Korngröße. In der Bank zeigen sich Schrägschichtungen. | 120 40 × 3               | Typ: Gesteinsart Art: Sandstein, Schluffstein, Tonstein               | Böschung                       | bedeutend          | Landschaftsschutzgebiet, Naturpark                       |                                 |
| Felsenkeller in Neustadt am Kulm                        |                | 374A037   | Neustadt am Kulm Position   | Oberpfälzer Grundgebirgsvorland | Am Ostrand von Neustadt am Kulm sind in die Steilstufe des Unteren Burgsandsteins (Löwenstein-Formation) mehrere Felsenkeller geschlagen. Am Sandbergweg ist einer der Keller für Besucher zugänglich gemacht mit Beleuchtung versehen worden. Während im vorderen Bereich die Wände teilweise ausgemauert sind, bildet im hinteren Teil der anstehende Fels Decken und Wände. In diesem auch Gerölle führenden Sandstein sind verschiedene Sedimentstrukturen (wie z. B. Schrägschichtung etc.) zu sehen. | 600 40 × 15              | Typ: Gesteinsart, Sedimentstrukturen, Felsenkeller Art: Sandstein     | Felsenkeller                   | wertvoll           | Naturpark                                                |                                 |
| Straßenaufschluss SW von Störnstein                     |                | 374A038   | Störnstein Position         | Nördlicher Oberpfälzer Wald     | An der nördlichen Straßenböschung sind am Hang Muskovit-Biotit-Gneise angeschnitten. Die Paragneise gehören zur tektonischen Einheit der Zone Erbendorf-Vohenstrauß. In dem Aufschluss (wenn auch hinter dem Maschendrahtnetz) sind diverse Gefügestrukturen metamorpher Gesteine hervorragend zu erkennen: u. a. Falten und Fältchen, Schieferung, Trennung von dunklen und hellen Lagen (auffällige Bänderung), Quarzmobilisate. | 225 75 × 3               | Typ: Gesteinsart, Metamorphes Gefüge Art: Biotit, Gneis               | Böschung                       | wertvoll           | Naturpark                                                |                                 |
| Tongrube NW von Barbaraberg                             |                | 374A039   | Speinshart Position         | Oberpfälzer Grundgebirgsvorland | In der Tongrube Barbaraberg werden noch in geringem Umfang Tonsteine der Estherienschichten abgebaut. In die Tonsteine sind häufig geringmächtige Sandsteinlagen eingeschaltet. Die obere Grubensohle wird durch eine derartige Lage gebildet. Durch die flächenhafte Aufschluss-Situation sind hier Sedimentstrukturen (fossiles Watt) besonders schön erkennbar. | 7500 150 × 50            | Typ: Sedimentstrukturen, Spurenfossilien Art: Sandstein, Tonstein     | Lehmgrube/Tongrube/Mergelgrube | wertvoll           | Naturpark                                                |                                 |
| Orthogneis-Aufschluss im Luhetal NE von Michldorf       |                | 374A040   | Leuchtenberg Position       | Nördlicher Oberpfälzer Wald     | An einem Steilhang an der Luhe befindet sich ein größerer natürlicher Aufschluss von Orthogneis. Das grobkörnige und porphyrische Gestein enthält bis zu 5 cm lange Kalifeldspäte. Dieser Gesteinstyp bildet ein mehr als 1 km langes und 150 m breites Vorkommen, das fast nur durch Lesesteine belegt ist. Das Geotop stellt den einzigen größeren Aufschluss in diesem Gneis dar. | 500 50 × 10              | Typ: Gesteinsart, Felsgruppe Art: Gneis                               | Felshang/Felskuppe             | wertvoll           | Landschaftsschutzgebiet, Naturpark                       |                                 |
| Felsenkeller in Parkstein                               | weitere Bilder | 374A041   | Parkstein Position          | Oberpfälzer Grundgebirgsvorland | Die historischen Felsenkeller gewähren einen guten Einblick in die Schlotbrekzie und somit in das Innere des Vulkans des Parkstein. Bis mehrere Meter große Blöcke meist hellerer Gesteinseinschlüsse stecken in den dunklen Gesteinen, die von der Kraft der vulkanischen Explosionen zeugen. Die Einschlüsse sind einerseits Sandsteine und Tone aber auch grobe Konglomerate (aus Kiesen und Geröll) und auch basaltische Brocken verschiedener Größe. Geschaffen wurden die Keller als Lagerkeller für Lebensmittel und Bier. Der Markt Parkstein hat die Felsenkeller saniert und wieder zugänglich gemacht. | 60 20 × 3                | Typ: Gesteinsart, Magmatisches Gefüge Art: Tuff/Tuffit                | Felsenkeller                   | wertvoll           | Naturpark                                                |                                 |
| Felsenkeller in Luhe                                    |                | 374A042   | Luhe-Wildenau Position      | Naabgebirge                     | An der Westflanke des Koppelberges in Luhe befinden sich mehrere historische Felsenkeller. Im Keller Nr. 7 ist eine ca. 1,5 m mächtige Scherzone mit Kataklasit im Roten Naab-Granit aufgeschlossen. | 60 20 × 3                | Typ: Felsenkeller Art: Kataklasit, Granit                             | Felsenkeller                   | wertvoll           | Landschaftsschutzgebiet, Naturpark                       |                                 |
| Ehemalige Grube Gertrud NE von Obersdorf                |                | 374G001   | Kirchendemenreuth Position  | Nördlicher Oberpfälzer Wald     | Der zugemauerte Stollen des ehemaligen Untertagebaus auf Meta-Pegmatite ist angeblich gut erhalten. Auf dem Grubengelände sind auf Halden Belegstücke zu finden. In dem Graben, wo der Stollen ansetzt, ist an der Wand pegmatitisches Gestein mit großen Muskovitkristallen (Hellglimmer) aufgeschlossen. | 50 10 × 5                | Typ: Stollen Art: Pegmatit, Gneis                                     | Tunnel/Stollen/Schacht         | bedeutend          | Landschaftsschutzgebiet, Naturpark                       |                                 |
| Ehemalige Pegmatitgrube Hagendorf-Nord (Meixner-Grube)  |                | 374G002   | Waidhaus Position           | Nördlicher Oberpfälzer Wald     | Der Pegmatitstock Hagendorf-Nord wurde 1860 erschlossen. Bis zur Jahrhundertwende erfolgte der Feldspatabbau im Tagebau, danach ging man zum Tiefbau und Stollenbetrieb über. Bis zur Stilllegung der Grube 1937 wurden etwa 220.000 t Feldspat gefördert. Bekannt war die Grube aber auch als Mineralfundstelle. Im Randbereich des Pegmatits fanden sich viele Phosphatminerale. Für Phosphophyllit ist die Grube vermutlich die Typlokalität. Heute ist die Grube fast zugewachsen und schwierig zu besuchen. | 1000 50 × 20             | Typ: Tagebau, Mineralien, Typlokalität, Gesteinsart Art: Pegmatit     | Tagebau                        | bedeutend          | Naturpark                                                |                                 |
| Goldseifenwerk S von Gaisheim                           |                | 374G003   | Moosbach Position           | Hinterer Oberpfälzer Wald       | Das unruhige Relief entlang des Baches zeugt von spätmittelalterlicher Goldwäscherei. Aus den Bachsedimenten wurden kleine Goldflitter ausgewaschen, allerdings dürfte der Ertrag sehr dürftig gewesen sein. Als Spuren dieser Goldseifengewinnung blieben sogenannte Grubenfelder mit langgestreckte Gräben, Gruben und Halden zurück. | 15000 300 × 50           | Typ: Seifenwäscherei, Pinge/nfeld, Schurf Art: Kies, Sand, Gneis      | kein Aufschluss                | bedeutend          | Landschaftsschutzgebiet, Naturpark                       |                                 |
| Basaltkuppe Rauher Kulm                                 | weitere Bilder | 374R001   | Neustadt am Kulm Position   | Oberpfälzer Grundgebirgsvorland | Die Basaltkuppe des Rauhen Kulms wird von gleichmäßig dichtem Nephelinbasalt mit Einschlüssen von Olivinen und Augit aufgebaut. Am Gipfel sind nur wenige Aufschlüsse zu finden. Sehr auffällig ist das vor allem auf dem Süd- und Ostteil des Berges verbreitete, freiliegende periglaziale Basalt-Blockmeer (Blockhalde). | 62500 250 × 250          | Typ: Blockmeer, Vulkanschlot, Gesteinsart Art: Basalt                 | sonstiger Aufschluss           | besonders wertvoll | Naturdenkmal, Landschaftsschutzgebiet, FFH-Gebiet        |                                 |
| Kleiner Kulm                                            | weitere Bilder | 374R002   | Neustadt am Kulm Position   | Oberpfälzer Grundgebirgsvorland | Der Kleine Kulm besteht aus einer Schlotbreccie (wirres Gemenge aus basaltischem Material und Fragmenten des durchschlagenen Nebengesteins [meist Keuper]). Durch dieses Breccienmaterial zwängt sich bizarr ein jüngerer Basaltgang durch. Der Basaltkern des Gipfels wurde an der Wende 19./20. Jhd. abgebaut und dabei die Schlotbrecczie stehen gelassen, so dass der Kleine Kulm heute wie ein hohler Zahn dasteht. Die Schlotbreccie mit ihren Keupereinschlüssen, wie auch Reste des Basaltgangs sind im auflässigen Steinbruch hinter der aufgelassenen Gaststätte eindrucksvoll erschlossen. Eine Tafel des Geoparks erläutert das geologische Geschehen. Vom Gipfelrest des Kleinen Kulms hat meinen einen ausgezeichneten Rundumblick vom Rauhen Kulm über das Bruchschollenland bis zum Fichtelgebirge. | 1500 50 × 30             | Typ: Vulkanschlot, Gesteinsart Art: Basalt, Breccie                   | Steinbruch                     | wertvoll           | Naturdenkmal                                             |                                 |
| Granitfelsen Galgenkatherl NNE von Windisch-Eschenbach  |                | 374R003   | Windischeschenbach Position | Nördlicher Oberpfälzer Wald     | Die Gipfelpartie des Galgenkatherls besteht aus wollsackverwittertem Falkenberger Granit. Er bildet eine stiel nach Westen abfallende Felsklippe. Der ehemalige Aussichtspunkt verwächst zunehmend. Dieser Ort diente jahrhundertelang als Richtplatz. | 40 8 × 5                 | Typ: Felswand/-hang Art: Granit                                       | Hanganriss/Felswand            | bedeutend          | Naturdenkmal, Landschaftsschutzgebiet, FFH-Gebiet        |                                 |
| Basaltkegel Hoher Parkstein                             | weitere Bilder | 374R004   | Parkstein Position          | Oberpfälzer Grundgebirgsvorland | Die Entstehung des Hohen Parksteins mit seinen Nebenkegeln, beruht auf einer 25 bis 30 m breiten, von Basalt erfüllten, senkrechten Förderspalte. Im Basalt finden sich Xenolithe vulkanischen, intrusiven und sedimentären Ursprungs. Der Basalt des Parksteins zeigt an seiner steilen Südostwand (ehem. Steinbruch) die hervorragend ausgeprägte säulenförmige Absonderung mit spektakulär gekrümmten Säulen. Daneben liegt ein sog. Schlottuff. Der Parkstein ist die eindrucksvollste Vulkanruine im oberpfälzer Vulkangebiet. Er wurde angeblich von Alexander v. Humboldt als schönster Vulkankegel Europas bezeichnet, was allerdings nicht schriftlich belegt ist. | 21000 140 × 150          | Typ: Basaltsäulen, Vulkanschlot, Gesteinsart Art: Basalt, Tuff/Tuffit | Hanganriss/Felswand            | besonders wertvoll | Naturschutzgebiet, FFH-Gebiet, Naturpark                 | Bayerns schönste Geotope Nr. 20 |
| Girnitz-Bachlauf im NSG Doost SE von Gollwitzerhof      | weitere Bilder | 374R005   | Floß Position               | Nördlicher Oberpfälzer Wald     | Im Tal der Girnitz findet sich ein eindrucksvolles Blockmeer mit runden Granitblöcken bis zu 5 m Durchmesser. Oftmals sind die Blöcke so übereinander getürmt, dass der Bach unterirdisch fließt und nur zu hören ist. Das Blockmeer gibt Zeugnis der Verwitterung des Granits in der Erdneuzeit. Die runden Blöcke sind nicht etwa durch Transport im Fluss entstanden, sondern sind das Ergebnis lang andauernder intensiver Wollsackverwitterung. Der Verwitterungsgrus wurde durch den Bach weggespült. | 2000 200 × 10            | Typ: Blockmeer, Wollsackbildung Art: Granit                           | sonstiger Aufschluss           | wertvoll           | Naturschutzgebiet, Landschaftsschutzgebiet, Naturpark    |                                 |
| Gipfel des Gügel SE von Störnstein                      |                | 374R006   | Störnstein Position         | Nördlicher Oberpfälzer Wald     | Der Gipfel, der durch Stufen erschlossen ist (Aussicht völlig zugewachsen), besteht aus wollsackveritterten Leuchtenberger Granit. Ein Teil des Berges ist durch einen versteckt liegenden, ehemaligen Steinbruch abgebaut. Dort ist grobkörniger Störnsteiner Granit mit cm-großen Feldspateinsprenglingen zu erkennen. Es sind zwei Varietäten des Leuchtenberger Granits aufgeschlossen: mittelkörniger Biotit-Granit und grobkörniger leukokrater Granit. Der Steinbruch ist stark zugewachsen. | 2500 50 × 50             | Typ: Felswand/-hang Art: Granit                                       | Hanganriss/Felswand            | bedeutend          | Landschaftsschutzgebiet, Naturpark                       |                                 |
| Granitfelsen am Abenteuerspielplatz Rotzenbühl bei Wurz |                | 374R007   | Püchersreuth Position       | Nördlicher Oberpfälzer Wald     | Die Spielgeräte sind hier in die natürlichen Felsformationen des Leuchtenberger Granit integriert. Der mittel- bis grobkörnige Granit weist Wollsackverwitterung auf. | 2500 50 × 50             | Typ: Wollsackbildung Art: Granit                                      | Felshang/Felskuppe             | bedeutend          | Naturpark                                                |                                 |
| Hohler Stein SE von Pfaffenreuth                        |                | 374R008   | Püchersreuth Position       | Nördlicher Oberpfälzer Wald     | Der Hohle Stein ist eine markante Gruppe aus wollsackverwitterten Granitblöcken. Es handelt sich um einen grobkörnigen Granit mit großen Kalifeldspateinsprenglingen. Teilweise lässt sich auch die Verzwilligung der Kristalle erkennen. | 24 6 × 4                 | Typ: Wollsackbildung, Felsturm/-nadel Art: Granit                     | Hanganriss/Felswand            | bedeutend          | Naturdenkmal, Naturpark                                  |                                 |
| Granitfelsen am Schleiderberg NW von Georgenberg        |                | 374R009   | Georgenberg Position        | Nördlicher Oberpfälzer Wald     | Am Westhang des Schleiderberges stehen mehrere Felsgruppen aus Flossenbürger Granit. Die Felsen zeigen ausgeprägte Wollsackverwitterung vom Typ der Matratzenverwitterung. Um die Felsklippen herum finden sich zahlreiche Blöcke (bewachsene Blockhalde). Die Stelle wird auch als Steingeröll bezeichnet. Die Felsen sind aufgrund der dichten Vegetation schlecht erreichbar. | 100 10 × 10              | Typ: Felskuppe, Wollsackbildung Art: Granit                           | Hanganriss/Felswand            | bedeutend          | Naturdenkmal, Landschaftsschutzgebiet, Naturpark         |                                 |
| Gipfel des Schellenbergs NE von Waldkirch               |                | 374R010   | Georgenberg Position        | Nördlicher Oberpfälzer Wald     | Die Gipfelpartie der Schellenberges besteht aus mehreren Felsburgen aus grobkörnigem Flossenbürger Granit. Die eindrucksvollen Felsen zeigen durchwegs eine markante Wollsackverwitterung. Dabei dominieren teilweise rundliche Gesteinskörper (Wollsäcke), teilweise auch flache (Matratzen). Auf einer der Klippen sind Reste der Burgruine Lug ins Land erhalten. Hier ist auch ein Aussichtsturm errichtet, der einen guten Blick über den Oberpfälzer Wald im Raum Flossenbürg erlaubt. | 20000 200 × 100          | Typ: Felsburg, Wollsackbildung Art: Granit                            | Hanganriss/Felswand            | wertvoll           | Naturdenkmal, Landschaftsschutzgebiet, Naturpark         |                                 |
| Granitfelsen am Eibelberg E von Flossenbürg             |                | 374R011   | Flossenbürg Position        | Nördlicher Oberpfälzer Wald     | Die Granitklippen am Gipfel des Eibelberges aus Flossenbürger Granit weisen ausgeprägte Wollsackverwitterung vom Typ Matratzenverwitterung auf – infolge enger Horizontalklüftung ähneln die Felsen einem Stapel Matratzen. Im Sommer 2005 waren die Felsen wegen Sturmschäden (Windbruch) kaum zu erreichen. | 15625 125 × 125          | Typ: Felswand/-hang Art: Granit                                       | Hanganriss/Felswand            | bedeutend          | Landschaftsschutzgebiet, Naturpark                       |                                 |
| Teufelsfelsen am Hüttenberg NE von Hildweinsreuth       |                | 374R012   | Flossenbürg Position        | Nördlicher Oberpfälzer Wald     | Im Gipfelbereich des Hüttenberges stehen schöne, bizarr geformte Felstürme aus Flossenbürger Granit, die ausgeprägte Wollsackverwitterung aufweisen. | 5000 100 × 50            | Typ: Felskuppe, Wollsackbildung Art: Granit                           | Felshang/Felskuppe             | wertvoll           | Naturdenkmal, Landschaftsschutzgebiet, Naturpark         |                                 |
| Schüsselstein NE von Oberrehberg                        |                | 374R013   | Georgenberg Position        | Nördlicher Oberpfälzer Wald     | Der Granitfindling besitzt wollsackartige Form und zeigt ansatzweise Karrenbildung. In seiner Umgebung liegen Buckelwiesen auf Gneis. Es handelt sich vermutlich um den herausgewitterten Rest einer periglazialen Fließerde-Decke. | 12 5 × 2                 | Typ: Felsblock, Karren/-felder Art: Granit                            | Block                          | wertvoll           | Naturdenkmal, Landschaftsschutzgebiet, Naturpark         |                                 |
| Schüsselstein N von Neudorf                             |                | 374R014   | Georgenberg Position        | Nördlicher Oberpfälzer Wald     | Der rundliche Granitblock dient als Grenzstein zur Tschechischen Republik. Der Felsblock verwittert in Wollsackform und wird von auffälligen Pseudokarren überzogen. | 8 4 × 2                  | Typ: Felsblock, Karren/-felder Art: Granit                            | Block                          | wertvoll           | Naturdenkmal, Landschaftsschutzgebiet, Naturpark         |                                 |
| Felsturm Brotlaib NE von Waldkirch                      |                | 374R015   | Georgenberg Position        | Nördlicher Oberpfälzer Wald     | Der markante, einzeln stehende Felsturm aus grobkörnigem Flossenbürger Granit zeigt deutlich ausgeprägte Wollsackverwitterung. Der Felsen ist an der Basis schmaler als im oberen Teil. | 40 8 × 5                 | Typ: Felsturm/-nadel, Wollsackbildung Art: Granit                     | Hanganriss/Felswand            | wertvoll           | Naturdenkmal, Landschaftsschutzgebiet, Naturpark         |                                 |
| Teufelsbutterfass ENE von Burgmühle                     |                | 374R016   | Leuchtenberg Position       | Nördlicher Oberpfälzer Wald     | Das Teufelsbutterfass ist ein besonders markanter und eindrucksvoller Felsturm aus wollsackverwittertem Granit. Ringsum finden sich weitere wollsackverwitterte Felsen, z. T. mit eindrucksvollen durch Lösungsverwitterung entstandenen Opferwannen. | 10000 100 × 100          | Typ: Felsturm/-nadel, Wollsackbildung Art: Granit                     | Hanganriss/Felswand            | wertvoll           | Naturschutzgebiet, Landschaftsschutzgebiet, Naturpark    |                                 |
| Granitblöcke Gottes Hände W von Sargmühle               |                | 374R017   | Leuchtenberg Position       | Nördlicher Oberpfälzer Wald     | In dem Waldstück liegen mehrere auffallend große Granitblöcke aus Leuchtenberger Granit, die als Folge der Wollsackverwitterung ausgeprägt rundliche Formen aufweisen. Einer der Felsblöcke zeigt sehr markante rinnenförmige Vertiefungen, die analog zu ähnlichen Strukturen in Kalksteinen in mancher Literatur als Granitkarren oder Pseudokarren bezeichnet werden. | 1000 50 × 20             | Typ: Wollsackbildung Art: Granit                                      | Block                          | bedeutend          | Naturschutzgebiet, Landschaftsschutzgebiet, Naturpark    |                                 |
| Hoher Stein ENE von Leuchtenberg                        |                | 374R018   | Leuchtenberg Position       | Nördlicher Oberpfälzer Wald     | Im Bereich des Hohen Stein liegen neben einem kegelartig stehenden Granitblock weitere Blöcke. Die Blöcke aus grobkörnigem Leuchtenberger Granit zeigen alle ausgeprägt rundliche Formen, wie sie bei der für den Granit typischen Wollsackverwitterung entstehen. In unmittelbarer Umgebung befinden sich weitere, kleinere Felspartien. | 40 10 × 4                | Typ: Wollsackbildung Art: Granit                                      | Block                          | bedeutend          | Naturdenkmal, Landschaftsschutzgebiet, Naturpark         |                                 |
| Kummerer Felsen NE von Leuchtenberg                     |                | 374R019   | Leuchtenberg Position       | Nördlicher Oberpfälzer Wald     | In einem kleinen Wäldchen findet sich eine Gruppe von wollsackverwitterten Granitblöcken bis 5 m Durchmesser aus grobkörnigem Granit. | 100 10 × 10              | Typ: Wollsackbildung Art: Granit                                      | Block                          | bedeutend          | Naturdenkmal, Naturpark                                  |                                 |
| Burgberg Leuchtenberg                                   |                | 374R021   | Leuchtenberg Position       | Nördlicher Oberpfälzer Wald     | In der denkmalgeschützten Burganlage ist das Gestein – der Leuchtenberger Granit – an zahlreichen Stellen in den Bau integriert und gut sichtbar. Der Leuchtenberger Granit ist ein mittel- bis grobkörniger Granit. Das gesamte Intrusionsgebiet des Leuchtenberger Massivs nimmt eine Fläche von ca. 70 km² ein. Der Granit ist in der Regel weitständig geklüftet – daher treten im Verbreitungsgebiet große Wollsäcke und Felstürme auf. | 20 5 × 4                 | Typ: Felswand/-hang, Typlokalität Art: Granit                         | Hanganriss/Felswand            | wertvoll           | Naturpark                                                |                                 |
| Gneisfelsen Steinhügel NE von Döllwitz                  |                | 374R022   | Leuchtenberg Position       | Naabgebirge                     | Der Steinhügel oder Steingarten ist ein aus der Landschaft herausragender Gneisfelsen (in einem kleinen Wäldchen). Da der Felsen stark mit Moos und Flechten bewachsen ist, kann das Gestein nicht immer deutlich erkannt werden. An manchen Stellen ist aber eine Bänderung und Schieferung des Gneises klar zu sehen. | 36 6 × 6                 | Typ: Felskuppe Art: Gneis                                             | Hanganriss/Felswand            | bedeutend          | Naturdenkmal, Naturpark                                  |                                 |
| Granitkuppe Heller Stein W von Steinach                 |                | 374R023   | Leuchtenberg Position       | Nördlicher Oberpfälzer Wald     | Im Gipfelbereich ragen die wollsackartigen Hellen Steine heraus. Der Fels besteht aus auffällig hellem, grobkörnigem Leuchtenberger Granit. | 300 30 × 10              | Typ: Felsgruppe, Wollsackbildung Art: Granit                          | Felshang/Felskuppe             | wertvoll           | Naturdenkmal, Naturpark                                  |                                 |
| Granitfels Teufelspranke E von Leuchtenberg             |                | 374R024   | Leuchtenberg Position       | Nördlicher Oberpfälzer Wald     | Am Steilhang finden sich zahlreiche Granitfelsen, u. a. das Naturdenkmal Teufelspranke. Der Fels aus grobkörnigem Leuchtenberger Granit verwittert zur typischen Wollsackform und wird von Pseodokarren überzogen. | 60 10 × 6                | Typ: Felsturm/-nadel, Wollsackbildung, Karren/-felder Art: Granit     | Hanganriss/Felswand            | wertvoll           | Naturdenkmal, Naturpark                                  |                                 |
| Gneisfelsen Drei Felsen WNW von Wildstein               |                | 374R026   | Tännesberg Position         | Naabgebirge                     | Die Felsformation Drei Felsen besteht aus migmatisierten Plagioklas-Biotit-Gneisen mit großen, von Biotit-Scherflächen umflossenen Feldspäten. Hangabwärts schließt sich ein Blockstrom an. | 10000 100 × 100          | Typ: Felswand/-hang, Blockstrom Art: Biotit, Plagioklas, Gneis        | Hanganriss/Felswand            | bedeutend          | Landschaftsschutzgebiet, Naturpark                       |                                 |
| Gipfel des Stücksteins ENE von Oberlangau               |                | 374R027   | Eslarn Position             | Hinterer Oberpfälzer Wald       | Die höchste Erhebung des Stücksteins besteht aus Gneis mit cm-großen Granateinschlüssen. | 200 20 × 10              | Typ: Felskuppe Art: Gneis                                             | Felshang/Felskuppe             | bedeutend          | Naturdenkmal, Landschaftsschutzgebiet, FFH-Gebiet        |                                 |
| Gneisfelsen Hutstein WSW von Lindauer Waldhaus          |                | 374R028   | Eslarn Position             | Hinterer Oberpfälzer Wald       | Die Gneisscholle erinnert von ihrer Form her an einen Hut. Der Cordierit-Flasergneis ist intensiv verfaltet und besitzt cm-große Granateinsprenglinge. | 168 12 × 14              | Typ: Felskuppe Art: Cordierit, Sillimanit, Gneis                      | Hanganriss/Felswand            | bedeutend          | Naturdenkmal, Landschaftsschutzgebiet, FFH-Gebiet        |                                 |
| Gipfel des Eulenberges NE von Friedrichshäng            | weitere Bilder | 374R029   | Eslarn Position             | Hinterer Oberpfälzer Wald       | Als Naturdenkmal geschützt ist die Gneisfelskuppe am Gipfel. Weitere Gneisfelsen sind rund um den Gipfelbereich aufgeschlossen. In der Umgebung findet sich viel im Pleistozän gebildeter Blockschutt. | 100 20 × 5               | Typ: Felskuppe Art: Cordierit, Sillimanit, Gneis                      | Felshang/Felskuppe             | bedeutend          | Naturdenkmal, Landschaftsschutzgebiet, FFH-Gebiet        |                                 |
| Wolfslohklamm NW von Sargmühle                          | weitere Bilder | 374R030   | Leuchtenberg Position       | Nördlicher Oberpfälzer Wald     | Der Leraubach bildet von Osten kommend zwischen Lerau und seiner Mündung in die Luhe eine blockreiche Gefällstrecke. Streckenweise durchquert der Bach ein Blockmeer. Dort sind die rundlichen Granitblöcke gehäuft anzutreffen. Die Bezeichnung Klamm ist hier irreführend, da es sich nicht um eine Klamm, sondern um ein Kerbtal handelt. | 6000 200 × 30            | Typ: Wollsackbildung, Blockmeer Art: Granit                           | Prallhang/Flussbett/Bachprofil | bedeutend          | Naturschutzgebiet, Landschaftsschutzgebiet, Naturpark    |                                 |
| Granitfelswand in Neuhaus                               | weitere Bilder | 374R032   | Windischeschenbach Position | Nördlicher Oberpfälzer Wald     | Am Ostufer der Waldnaab bildet der Granit eine ca. 15 m hohe freiliegende Felswand (2005: Felswand war von Bewuchs weitgehend freigestellt). Aufgeschlossen ist grobkörniger Granit mit zahlreichen Feldspatgroßkristallen. Der Fels ist zwar meist so stark angewittert, dass keine Details zu erkennen sind, aber er zeigt ein markantes spätiges Anwitterungsbild. Die Felswand zeigt ein ausgeprägtes, orientiertes Kluftnetz. Die freien Felsköpfe haben die rundlichen Formen der Wollsackverwitterung. | 400 40 × 10              | Typ: Felswand/-hang Art: Granit                                       | Hanganriss/Felswand            | wertvoll           | Naturpark                                                |                                 |
| Durchkriechstein WSW von Ritzlersreuth                  |                | 374R033   | Floß Position               | Nördlicher Oberpfälzer Wald     | In dem kleinen Wäldchen verbirgt sich ein Felsensemble aus wollsackverwitterten Granitblöcken. Die ehemalige Granitfelsburg ist so zusammengestürzt, dass die verbliebenen Blöcke zwischen zwei sehr großen Blöcken eine schluchtartige Gasse bilden, die von weiteren Blöcken überdeckt wird. So ist eine kurze (kriechbare) Röhre entstanden. Die Blöcke bestehen aus grobkörnigem Leuchtenberger Granit mit auffälligen Kalifeldspatgroßkristallen. | 48 8 × 6                 | Typ: Wollsackbildung Art: Granit                                      | Block                          | bedeutend          | Naturschutzgebiet, Naturdenkmal, Landschaftsschutzgebiet |                                 |
| Serpentinithügel N von Hardt                            |                | 374R034   | Floß Position               | Nördlicher Oberpfälzer Wald     | Nördlich von Hardt sind in den umgebenden Amphibolit drei Serpentinitlinsen (Meta-Ultrabasite) eingeschaltet, die morphologisch als flache Hügelrücken in Erscheinung treten. Hier zeigt sich deutlich, dass der zähe Serpentinit gegenüber den umgebenden Gesteinen ein Härtling ist. An allen drei Hügeln gibt es kleine Aufschlüsse, die das anstehende Gestein zeigen. Die Serpentinite weisen eine auffällige Schieferung aus. | 1600 80 × 20             | Typ: Härtling, Gesteinsart Art: Serpentinit                           | Hanganriss/Felswand            | wertvoll           | FFH-Gebiet, Naturpark                                    |                                 |
| Serpentinithügel St. Nikolaus bei Floß                  | weitere Bilder | 374R035   | Floß Position               | Nördlicher Oberpfälzer Wald     | Die Kirche von St. Nikolaus steht auf einem markanten Hügelrücken. Darunter verbirgt sich ein Serpentinitkörper, der aufgrund seiner Verwitterungsrestistenz als Härtling aus den umgebenden Amphiboliten herausragt. Die verwachsenen Hänge zeigen derzeit keine guten Aufschlüsse mehr, aber rechts vom Kirchenaufgang ist in einem markanten Block das Gestein – gebänderter Serpentinit – zu sehen. | 9600 120 × 80            | Typ: Härtling Art: Serpentinit                                        | kein Aufschluss                | bedeutend          | FFH-Gebiet, Naturpark                                    |                                 |
| Riesensessel ESE von Obernankau                         |                | 374R036   | Vohenstrauß Position        | Naabgebirge                     | Der Riesensessel ist ein hoch aufragender Gneisfelsen am Nordhang des Pfreimdtales, der über die Baumwipfel hinausschaut. Daher hat man von dem Felsen einen schönen Blick über das Pfreimdtal. | 225 15 × 15              | Typ: Felswand/-hang Art: Gneis                                        | Felshang/Felskuppe             | bedeutend          | Naturdenkmal, Landschaftsschutzgebiet, Naturpark         |                                 |
| Haselstein NW Flossenbürg                               |                | 374R037   | Floß Position               | Nördlicher Oberpfälzer Wald     | Auf dem Haselstein sind im Bereich der Burgruine schöne Wollsackbildungen im Flossenbürger Granit aufgeschlossen. | 60000 200 × 300          | Typ: Wollsackbildung, Gesteinsart Art: Granit                         | Felshang/Felskuppe             | wertvoll           | Landschaftsschutzgebiet, Naturpark                       |                                 |